# Cr1TiKaL
Cr1TiKaL（クリティカル、本名：チャールズ・ホワイト・ジュニア、Charles White Jr.、1994年8月2日 - ）は、アメリカ合衆国のYouTuber、Twitchストリーマー、音楽家。2022年2月、YouTubeチャンネルのPenguinz0（ペンギンジー・ゼロ）は、1000万人以上の登録者と48億回以上の動画再生を獲得し、TwitchチャンネルのMoistCr1TiKaL（モイストクリティカル）は360万人以上のフォロワーと5500万回以上の視聴回数を獲得している。
YouTubeでのゲーム実況動画や、モノトーンな声とデッドパンな解説で人気を博した。ホワイトは2018年にTwitchでストリーミングを開始し、ゲーム実況を配信している。ホワイトは、マルチチャンネルネットワークのヒューマン・メディア・グループを共同経営している。

## 生い立ち
1994年8月2日、フロリダ州タンパで生まれた。キャロルウッド・デイスクールに通い、学校のバスケットボール代表チームに所属していた。左肺に再発性の気胸があり、2011年に手術を受けるまでに3回ほど肺が破裂した。10代の頃、強迫性障害に苦しみ、そのために「奇妙な儀式」を行っていた。タンパ大学に入学し、人間科学の学士号を取得して卒業した。

## インターネット経歴
2006年にYouTubeの動画制作を始め、アニメ・ミュージック・ビデオなどを投稿していた。2007年5月7日、YouTubeチャンネルpenguinz0を開設した。
オンラインゲーム・QWOPの実況動画「The Most Difficult Game Ever Created Gameplay and Commentary」を投稿してから、視聴者は急速に増えた。レイ・ウィリアム・ジョンソンが自身の番組「イークワルス・スリー」でこの動画をレビューし、ホワイトのユーモアセンスを絶賛したことで人気を博した。
2012年、YouTubeで得た収益をすべてチャリティーに寄付したいとの意向を示した。
2015年初頭、ネットドラマをはじめとする様々な話題の解説動画を開始した。その解説動画は、オンラインプラットフォームに関する言説が多く、YouTubeのポリシーに批判的であったことから、メディアから注目を集めた。
2018年1月、ローガン・ポールの自殺の森（青木ヶ原）論争を論じた動画を削除したYouTubeに対応した。2018年3月、ホワイトのYouTubeチャンネルの登録者数は200万人に達した。
2020年後半、人気ストリーマーのサイクーノ、ポキメイン、ニガヒガ、ヴァルクレイ、トレインレックスTV、ディスガイセッド・トーストとチェスやAmong Usを実況するTwitch配信を行い、ホワイトの人気は高まった。同年6月、Chess.comが主催する第1回ポグチャンプスのチェス大会に参加し、大会で「最も期待される試合の一つ」でエックスキューシーを勝ち取った。ホワイトの勝利の映像は2020年12月24日までに190万回以上再生され、Twitch史上最も視聴された配信の1つとなり、ドット・Eスポーツによると、この試合は「2020年のストリーミングにおける最大の瞬間」の5つのうちの1つであった。
2020年10月、下院議員・アレクサンドリア・オカシオ＝コルテスのAmong Usライブ配信に参加した。

## 音楽
2019年、トロイ・マクブレーと共にザ・ジェントルメンという名の音楽デュオとして活動を開始した。2人は2021年9月にデビューアルバム『ザ・エヴォリューション・オブ・ティアーズ』を公開した。

## Eスポーツ
2021年8月11日、モイスト・Eスポーツという新しいEスポーツ団体を発表した。大乱闘スマッシュブラザーズ SPECIALプレイヤーのコラが最初の団員プレイヤーとなり、モイスト・コラの名で大会に優勝した。

## 出演作品

### 映画
- ハンガー・ゲーム FINAL: レジスタンス（2014年）第8地区ヘルパー役[40][41]
- ラスト・オブ・ザ・グラッズ（2021年）グレグ役[42][43]

### ウェブ
- バター・ラバー（2016年）レジ、客役[44]
- キラー・ビーン（2020年）ケスラー役[45]

### ポッドキャスト
- ザ・オフィシャル・ポッドキャスト（2016年 - ）司会者[46]

### ビデオゲーム
- トロピコ5（2014年）アメリカ人観光客役[47]
- ルシウスII（2015年）ジョブ・ギルマン役[48]
- アニマ：ゲート・オブ・メモリーズ（2016年）ゼロ・マスク役[49]
- ムーブ・オア・ダイ（2016年）アナウンサー役[50]
- アニマ：ゲート・オブ・メモリーズ～ネームレス・クロニクルズ（2018年）ゼロ・マスク役[51]
- ルシウスIII（2018年）シーフォル・ボナパルト役[52]

## 受賞
- ストリーマー賞（2022年）ベスト・バラエティー・ストリーマー部門優勝[53]